# Cheetah (DC Comics)
De Cheetah is een superschurk uit de strips van DC Comics, en met name een tegenstander van Wonder Woman. Ze werd bedacht door William Moulton Marston en Harry G. Peter, en maakte haar debuut in Wonder Woman #6 (volume 1).
In totaal hebben vier personages de identiteit van Cheetah gebruikt. De eerste twee hadden geen superkrachten.

## Geschiedenis

### Priscilla Rich
De eerste vrouw met de naam Cheetah was Priscilla Rich, een vrouw met een gespleten persoonlijkheid. In het dagelijks leven stond ze bekend als een medewerkster van een liefdadigheidsinstelling, maar haar andere persoonlijkheid was die van de kwaadaardige Cheetah. Deze tweede persoonlijkheid kreeg uiteindelijk geheel de overhand, en ze ging zich zelfs kleden zoals een cheetah. Ze werd lid van Villainy Inc., een criminele organisatie bestaande uit vijanden van Wonder Woman.
In Wonder Woman #274 (Dec. 1980) probeerde de schurk Kobra Cheetah te rekruteren voor zijn organisatie, maar zijn helpers troffen haar invalide aan.

### Deborah Domaine
Na de dood van Priscilla Rich nam haar nichtje Deborah haar plaats in, maar niet vrijwillig. Omdat Kobra faalde de originele Cheetah aan zijn kant te krijgen, hersenspoelde hij Deborah om de nieuwe Cheetah te worden. Hij gaf haar een nieuw kostuum en bijbehorende wapens.
Deborah bleef Cheetah tot het verhaal Crisis on Infinite Earths (1985–1986).

### Barbara Ann Minerva
De derde Cheetah is de Britse antropoloog dr. Barbara Ann Minerva. Ze bezocht een stam in Afrika die uitgekozen vrouwen de kracht van een Cheetah gaf om als bewakers van de stam te dienen. Toen de nieuwste bewaker stierf, besloot Barbara haar plek in te nemen. De priester Chuma gaf haar de Cheetah krachten via de plantengod Urtzkartaga. Vanaf nu kon ze transformeren in een mens/cheetah hybride. Helaas voor Minerva kon de cheetahkracht alleen goed overgaan op een maagd, en dat was zij niet. Derhalve werd haar transformatie tot Cheetah een vloek, en veroorzaakte grote pijn en bloeddorst.
Toen Barbara ontdekte dat Wonder Woman de "Lasso van de waarheid" bezat, een voorwerp dat Barbara dolgraag in haar archeologische collectie wilde hebben, zocht ze de heldin op. Ze slaagde er bijna in de lasso van Wonder Woman af te pakken, maar door de magische kracht van de lasso bekende ze per ongeluk haar plan. Nadien probeerde ze meerder malen de lasso met geweld te stelen. Later nam haar interesse in de lasso af, en wilde ze enkel nog Wonder Woman de baas zijn in een gevecht.
Een tijdje verloor Minerva haar krachten aan de zakenman Sebastian Ballesteros.

### Sebastian Ballesteros
Een Argentijnse zakenman. Hij werd de vierde Cheetha, en tevens de eerste mannelijke Cheetah. Hij was een agent voor Circe, de vijand van de Amazones. Hij zocht de plantengod Urzkartaga op en overtuigde hem dat hij een veel betere Cheetah zou zijn dan Minerva. Zo werd Minerva's band met de Cheetahkracht doorgesneden en gingen haar krachten over op Sebastian.
Sebastian kwam al snel in conflict met Wonder Woman, en bekende dat hij haar vriendin Vanessa Kapatelis had veranderd in de tweede Silver Swan.
Woedend over het verlies van haar krachten werd Barbara het gastlichaam van Tisiphone, en bevocht Sebastian. Ze doodde hem, en nam haar krachten terug.

## Andere media
- De Priscilla Rich-versie van Cheetah deed mee in Challenge of the Super Friends, waarin haar stem werd gedaan door Marlene Aragon.
- De Barbara Ann Minerva-versie van Cheetah deed mee in het spel Justice League Task Force.
- In de serie Justice League en Justice League Unlimited kwam een nieuwe versie van Cheetah voor. Officieel zou dit de Barbara Minerva versie van Cheetah zijn, maar haar oorsprong was duidelijk anders dan in de strips. In de serie was ze een bioloog, die om de financieringen voor haar experimenten te redden een experiment op zichzelf deed. Dit veranderde haar in een mens/Cheetah-hybride.